# Kyje
Kyje település Csehországban, a Jičíni járásban. Kyje Bradlecká Lhota, Lomnice nad Popelkou és Železnice településekkel határos. Lakosainak száma 85 fő (2024. január 1.).

## Népesség
A település lakosságának változását az alábbi diagram mutatja:
| Lakosok száma | 338  | 297  | 228  | 126  | 68   | 46   | 58   | 57   | 74   | 85   |
|               | 1869 | 1890 | 1921 | 1950 | 1980 | 2001 | 2017 | 2019 | 2022 | 2024 |